# Burg Sterrenberg
Burg Sterrenberg är en borgruin i Kamp-Bornhofen i det tyska förbundslandet Rheinland-Pfalz. Den uppfördes omkring år 1190. Burg Sterrenberg är sedan 2002 upptagen på Unescos världsarvslista.